# Enduro 2
Enduro 2, abreujat E2, és una de les tres principals categories (o classes) en què es disputa el Campionat del Món d'enduro. Juntament amb les altres dues principals (E1 i E3), fou introduïda el 2004 i venia a substituir la històrica categoria dels 250 cc 2T i la dels 400 cc 4T. Des del 2016, el millor absolut de la temporada considerant els resultats conjunts de les tres categories (E1, E2 i E3) és proclamat campió del món d'EnduroGP.

## Reglament

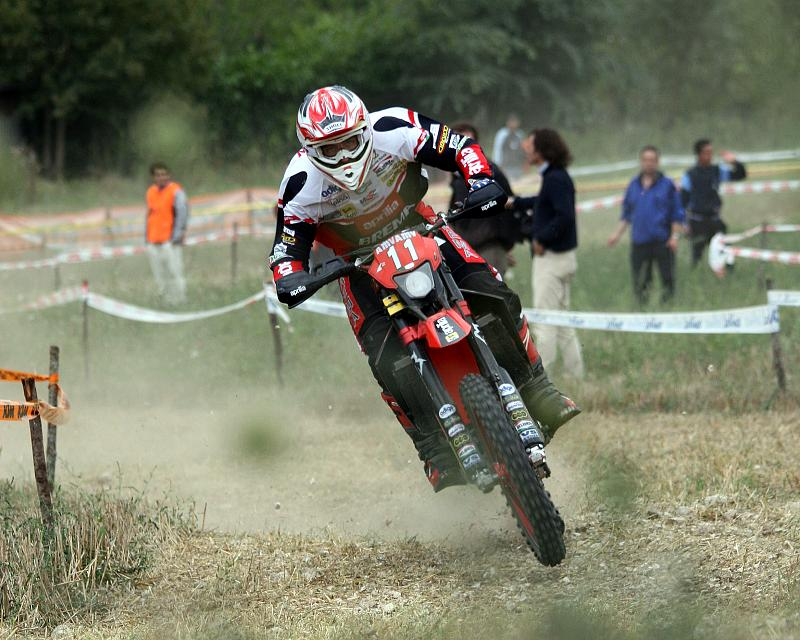
Nicolas Paganon a la categoria E2 durant el mundial del 2008

La categoria ha anat variant lleugerament les seves especificacions tècniques al llarg dels anys i els límits dels motors s'han adaptat a l'evolució tècnica dels de quatre temps (4T), de manera que si inicialment els de dos temps (2T) tenien un límit de cilindrada inferior per a compensar la manca de potència, després de la temporada 2017 en què el límit fou idèntic a tots dos tipus de motor (ja que ambdós ofereixen ara el mateix rendiment), el 2018 s'optà per restringir la categoria a les motocicletes de 4T. Pel que fa al color de les plaques porta-números de la motocicleta, han de ser vermelles amb números blancs.
L'evolució de les reglamentacions ha estat la següent:
| Període         | Motor | Cilindrada    | Cilindrada    |
| Període         | Motor | De            | A             |
| --------------- | ----- | ------------- | ------------- |
| 2004-2016       | 2T    | 175 cc        | 250 cc        |
| 2004-2016       | 4T    | 275 cc        | 450 cc        |
| 2017            | 2T    | Fins a 250 cc | Fins a 250 cc |
| 2017            | 4T    | Fins a 250 cc | Fins a 250 cc |
| 2018-Actualitat | 4T    | 255 cc        | 450 cc        |

## Llista de campions del món
A 26 de novembre de 2024
| Any  | Campió           | Motocicleta |
| ---- | ---------------- | ----------- |
| 2004 | Juha Salminen    | KTM         |
| 2005 | Samuli Aro       | KTM         |
| 2006 | Samuli Aro       | KTM         |
| 2007 | Mika Ahola       | Honda       |
| 2008 | Johnny Aubert    | Yamaha      |
| 2009 | Johnny Aubert    | KTM         |
| 2010 | Mika Ahola       | Honda       |
| 2011 | Antoine Méo      | Husqvarna   |
| 2012 | Pierre Renet     | Husaberg    |
| 2013 | Alex Salvini     | Honda       |
| 2014 | Pierre Renet     | Husqvarna   |
| 2015 | Antoine Méo      | KTM         |
| 2016 | Matthew Phillips | Sherco      |
| 2017 | Josep Garcia     | KTM         |
| 2018 | Eero Remes       | TM          |
| 2019 | Loïc Larrieu     | TM          |
| 2020 | Steve Holcombe   | Beta        |
| 2021 | Josep Garcia     | KTM         |
| 2022 | Wil Ruprecht     | TM          |
| 2023 | Steve Holcombe   | Beta        |
| 2024 | Andrea Verona    | Gas Gas     |

## Estadístiques

### Campions múltiples
| Pilot          | Títols |
| -------------- | ------ |
| Mika Ahola     | 2      |
| Samuli Aro     | 2      |
| Antoine Méo    | 2      |
| Johnny Aubert  | 2      |
| Pierre Renet   | 2      |
| Josep Garcia   | 2      |
| Steve Holcombe | 2      |

### Títols per nacionalitat
| País       | Total |
| ---------- | ----- |
| França     | 7     |
| Finlàndia  | 6     |
| Catalunya  | 2     |
| Austràlia  | 2     |
| Regne Unit | 2     |
| Itàlia     | 2     |
| Total      | 21    |

### Títols per marca
| Marca     | Títols |
| --------- | ------ |
| KTM       | 7      |
| Honda     | 3      |
| TM        | 3      |
| Husqvarna | 2      |
| Beta      | 2      |
| Husaberg  | 1      |
| Yamaha    | 1      |
| Sherco    | 1      |
| Gas Gas   | 1      |
| Total     | 21     |

1. ↑  S'ha comptabilitzat la marca de la motocicleta amb què el campió del món guanyà el títol aquell any.